# Utah Stingers 2021
Questa voce raccoglie le informazioni riguardanti gli Utah Stingers nelle competizioni ufficiali della stagione 2021.

## Stagione
Gli Utah Stingers partecipano al loro primo campionato NVA, classificandosi al terzo posto nell'American Conference: partecipano quindi ai play-off scudetto, dove vengono eliminati in semifinale dai Las Vegas Ramblers, vincendo poi la finale per il terzo posto contro i Southern Exposure.

## Organigramma societario
Area direttiva
- Presidente: Russell Holmes
- General manager: Va'afuti Tavana

Area tecnica
- Allenatore: Michael Daniel

## Rosa
| N° | Nome                  | Ruolo | Data di nascita   | Nazionalità sportiva |
| -- | --------------------- | ----- | ----------------- | -------------------- |
| 0  | Chandler Baugh        | L     | -                 | Stati Uniti          |
| 1  | Paul Clark            | S     | -                 | Stati Uniti          |
| 2  | Carson Heninger       | O     | -                 | Canada               |
| 4  | Leo Durkin            | P     | 13 novembre 1992  | Stati Uniti          |
| 5  | Russell Lavaja        | C     | 20 luglio 1990    | Stati Uniti          |
| 6  | Philip Fuchs          | S     | -                 | Stati Uniti          |
| 7  | Kai Dugquem           | L     | -                 | Stati Uniti          |
| 8  | Storm Fa'agata-Tufuga | S     | -                 | Stati Uniti          |
| 9  | Jorge Mencía          | O     | 14 aprile 1990    | Porto Rico           |
| 10 | Jake Langlois         | S     | 14 maggio 1992    | Stati Uniti          |
| 11 | Hamilton Day          | P     | -                 | Stati Uniti          |
| 16 | Inovel Romero         | S     | 28 gennaio 1995   | Porto Rico           |
| 17 | Cory Metcalf          | O     | -                 | Stati Uniti          |
| 24 | Alexander Shmelev     | C     | 12 settembre 1993 | Stati Uniti          |

## Statistiche

### Statistiche di squadra
| Competizione | Punti | In casa | In casa | In casa | In trasferta | In trasferta | In trasferta | Totale | Totale | Totale |
| Competizione | Punti | G       | V       | P       | G            | V            | P            | G      | V      | P      |
| ------------ | ----- | ------- | ------- | ------- | ------------ | ------------ | ------------ | ------ | ------ | ------ |
| NVA          | 19    | 0       | 0       | 0       | 0            | 0            | 0            | 12     | 8      | 4      |
| Totale       | -     | 0       | 0       | 0       | 0            | 0            | 0            | 12     | 8      | 4      |

G = partite giocate; V = partite vinte; P = partite perse